# Füle
Füle è un comune dell'Ungheria di 884 abitanti (dati 2001). È situato nella contea di Fejér.

## Geografia fisica
Il territorio si eleva sui 170 metri sopra il livello del mare. Il paese sorge una superficie pianeggiante.